# The Alloy Block
The Alloy Block ist ein in Bau befindlicher und teilweise fertiggestellter Gebäudekomplex mit gemischter Nutzung im Stadtbezirk Brooklyn in New York City, Vereinigte Staaten. Der Komplex ist nach seinem Bauherren, der Immobilien- und Architekturfirma Alloy Development benannt und umfasst nach seiner Fertigstellung zwei Hochhäuser, zwei neuerbaute Schulen und zwei historische Schulgebäude mit neuer Nutzung.

## Beschreibung
The Alloy Block befindet sich an der Grenze der Stadtteile Boerum Hill und Downtown Brooklyn im Westen von Brooklyn. Der Komplex nimmt einen ganzen dreieckförmigen Block ein, der von der Schermerhorn Street im Norden, der Hauptverkehrsstraße Flatbush Avenue im Nordosten, der State Street im Süden und der 3rd Avenue im Westen begrenzt ist. Direkt gegenüber steht jenseits der Flatbush Avenue der historische Wolkenkratzer Williamsburgh Savings Bank Tower (One Hanson Place), der bis 2009 das höchste Gebäude in Brooklyn war. Der Komplex wurde Ende der 2010er Jahre mit zwei Wohn- und Bürotürmen geplant. Der Bau verzögerte sich Anfang der 2020er Jahre aufgrund der COVID-19-Pandemie in New York City. Nach erfolgten Baubeginn des ersten Hochhauses 505 State Street strich man die Büroflächen aus den Plänen, um mehr dringend benötigten Wohnraum zu schaffen. Die erste Bauphase wurde Ende 2024 mit der 505 State Street, den beiden neuen Schulgebäuden sowie 2700 m² Einzelhandelsfläche fertiggestellt. Im Februar 2025 stellte Alloy Development als zweite Bauphase die Pläne für den Wolkenkratzer One Third Avenue mit einem anvisierten Baubeginn Mitte 2025 vor.
Nur wenige Meter südlich liegen die Station Atlantic Avenue–Barclays Center der New York City Subway mit den Linien , der Bahnhof Atlantic Terminal der LIRR und die Multifunktionsarena Barclays Center. Eine weitere nahegelegene U-Bahn-Station ist nördlich Nevins Street, wo die Linien  verkehren.

### 505 State Street
Der Wohnturm 505 State Street, früher 100 Flatbush Avenue, wurde vom Bauherren und Eigentümer Alloy Development entworfen und von 2022 bis 2024 erbaut. Er steht an der östlichen zur Flatbush Avenue zeigenden Spitze des Blocks. Seine endgültige Höhe erreichte er im Januar 2023, die Fertigstellung erfolgte Ende 2024. Der Turm ist 146,9 Meter (482 Fuß) hoch und hat 44 Etagen. Er hat einige kleine Rücksprünge an der Südwest- und Nordwestseite und erinnert wegen seiner dreieckigen Bauform und Architektur an das historische Flatiron Building in Manhattan. Die Glasfassade ist mit Aluminiumpfeilern unterteilt. 505 State Street ist das erste komplett mit Solarstrom versorgte und betriebene Hochhaus in New York City. Dies symbolisiert auf einer Ecke des Sockels eine Skulptur in Form eines elektrischen Steckers mit der Nummer 505 des Künstlers Claes Oldenburg. Der Wohnturm beherbergt von der dritten bis zur 41. Etage 441 Mietwohnungen, darunter 45 geförderte Wohnungen mit niedrigen Mieten, 1300 m² Einzelhandelsfläche in den untersten Etagen sowie Freizeitanlagen. Für die 45 geförderten Wohnungen mit einem Mietpreis von 750 US-Dollar bewarben sich über 107.000 Menschen. Ende 2024 waren 85 % der Wohnungen vermietet. 505 State Street bietet seinen Bewohnern unter anderem eine Dachterrasse mit Swimmingpool und Skylounge mit Grill-Station, ein Fitness- und Yoga-Studio und 500 Fahrradabstellplätze.

### One Third Avenue
Der projektierte Wolkenkratzer One Third Avenue, früher 80 Flatbush Avenue, soll im Nordwesten des Blocks im Innenhof zwischen den Schulgebäuden entstehen. Dabei wird sich die Lobby für den Wohnteil zwischen den historischen Schulgebäude aus dem 19. Jahrhundert in der State Street befinden, während die Lobby für den Büroteil in der Schermerhorn Street liegt. Die geplante Höhe ist 221 m (752 Fuß) bei 63 Etagen. Er wäre damit nach dem The Brooklyn Tower (325 m) der zweithöchste Wolkenkratzer in Brooklyn. Der Turm soll 583 Wohnungen, darunter 152 geförderte Wohnungen mit niedrigen Mieten, sowie auf sechs Etagen Büroflächen beherbergen. Er wird nach seiner Eröffnung das weltweit höchste Passivhaus sein. Angestrebter Baubeginn ist Mitte 2025 und die Fertigstellung soll 2028 erfolgen.

### Khalil Gibran International Academy High School (KGIA)
Die 2007 gegründete High School befand sich in einem älteren Gebäude an der Ecke Schermerhorn Street/3rd Avenue mit der Adresse „362 Schermerhorn Street“, das nach Fertigstellung des Komplexes Einzelhandelsgeschäfte beherbergen wird. Das neue siebengeschossige Schulgebäude wurde von Architecture Research Office entworfen und im Zuge der Errichtung von 505 State Street zwischen dem ehemaligen Schulhaus und dem Wohnturm erbaut. Das Erdgeschoss enthält 1400 m² Einzelhandelsfläche. Das Gebäude wurde Ende 2024 fertiggestellt. Das Fassade besteht aus dunkelgrauen und braunen Ziegeln und einem versetzten Raster aus rechteckigen Fenstern. Die öffentliche Schule ist die erste in der Stadt, die nach Passivhaus-Standards konzipiert wurde. Sie verfügt über eine Cafeteria, eine Turnhalle und eine Bibliothek. Die neue Adresse der Khalil Gibran International Academy ist „380 Schermerhorn Street“.

### Grundschule Nr. 15 / PS 456 Elizabeth Jennings School
Die historische Grundschule Nr. 15 liegt an der Ecke 3rd Avenue/State Street und ist zukünftig für Einzelhandel vorgesehen. Das neue Schulgebäude „PS 456 Elizabeth Jennings School“ entstand an der State Street zwischen dem alten Schulgebäude und dem Wohnturm 505 State Street mit der Adresse „489 State Street“ und wurde Ende 2024 fertiggestellt. Das Fassade besteht ebenfalls aus dunkelgrauen und braunen Ziegeln. Die Schule kann 350 Schüler aufnehmen und besitzt eine separate Turnhalle und ein für die Gemeinde zugängliches Auditorium. Das neue Schulgebäude wurde ebenfalls als Passivhaus errichtet.

## Ansichten

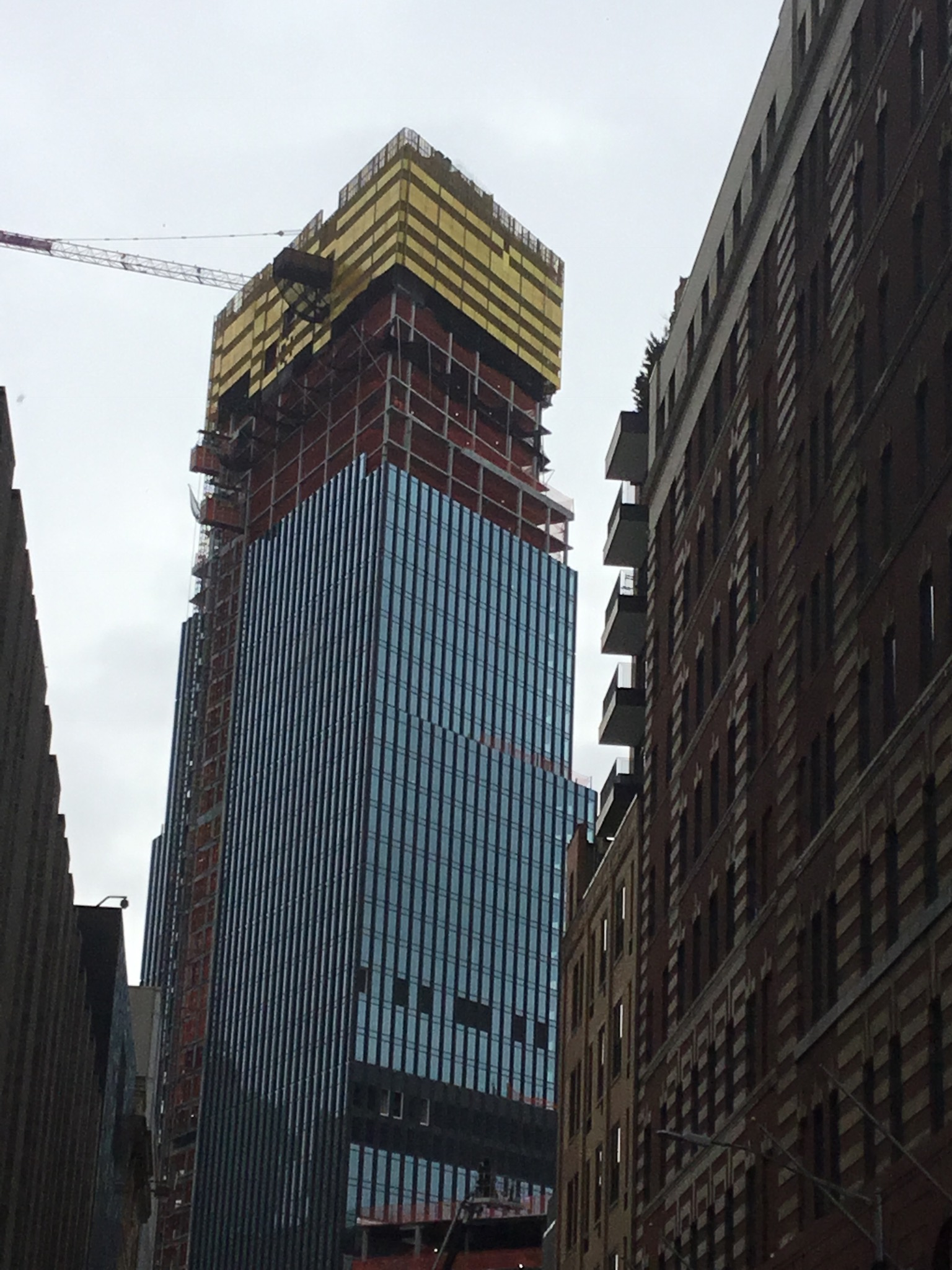
Bauphase von 505 State Street am 20. Januar 2023
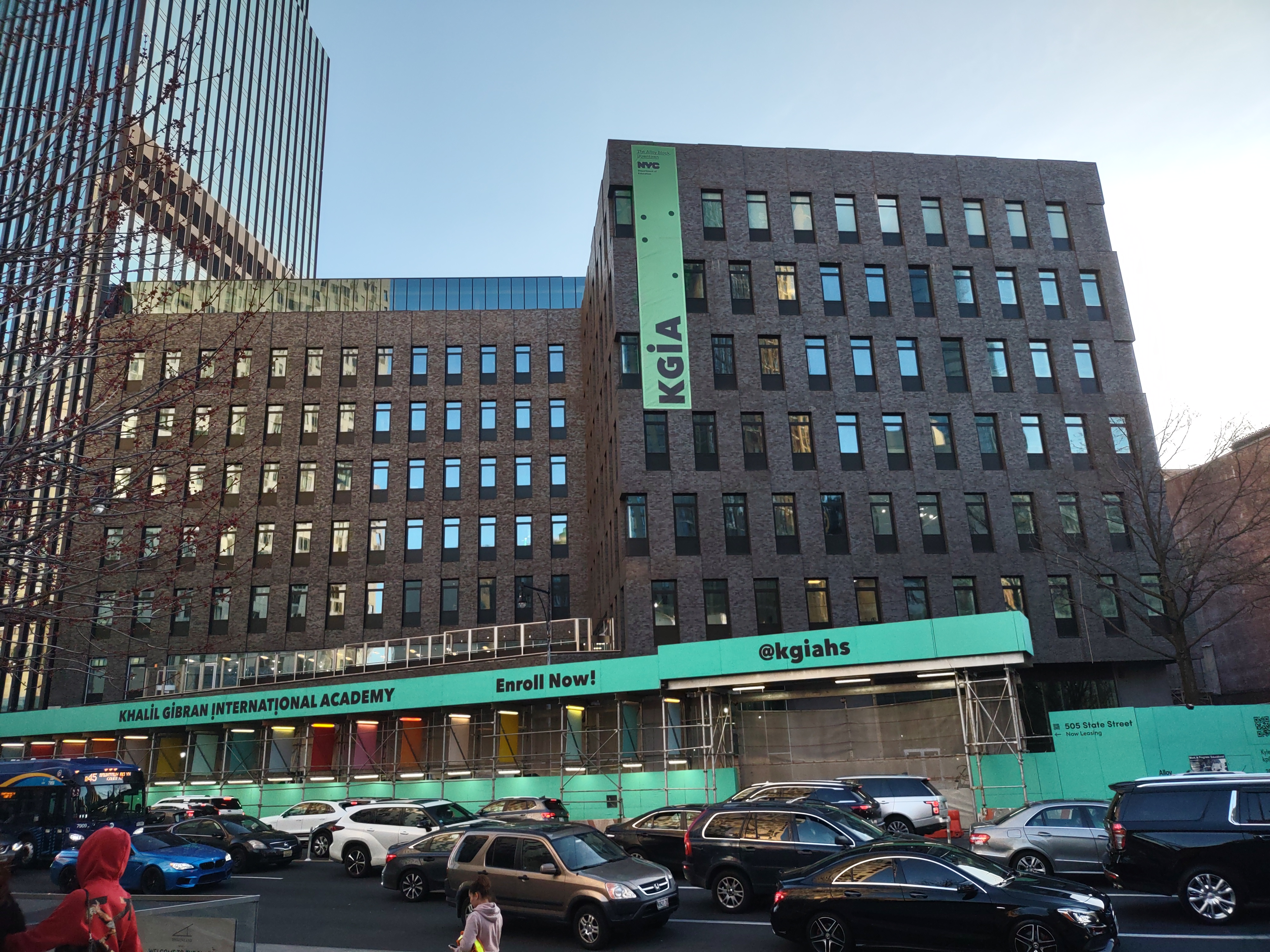
Das neue Schulgebäude der „Khalil Gibran International Academy“ im März 2024
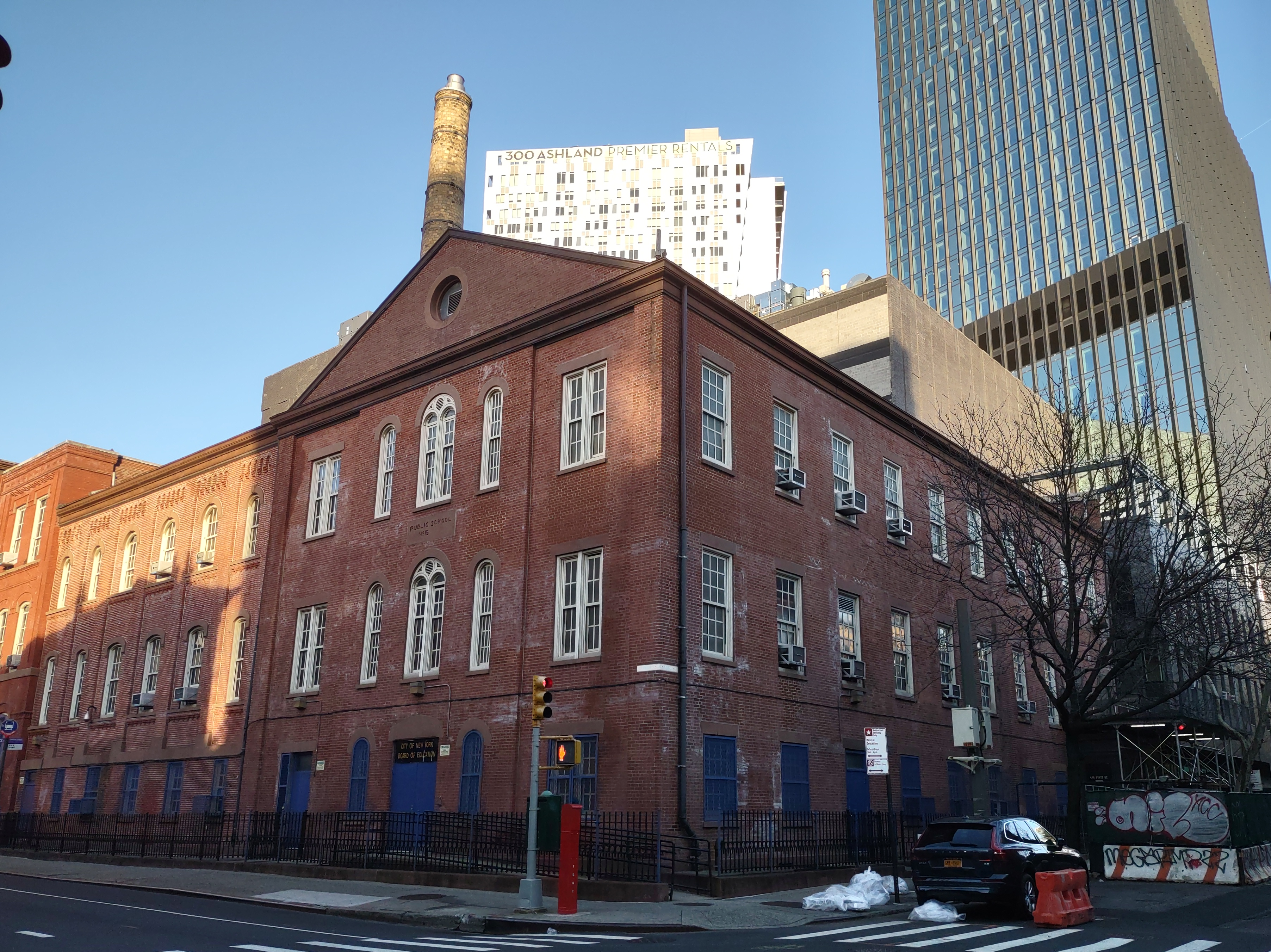
Grundschulgebäude Nr. 15, rechts das neue Schulgebäude und dahinter 505 State Street
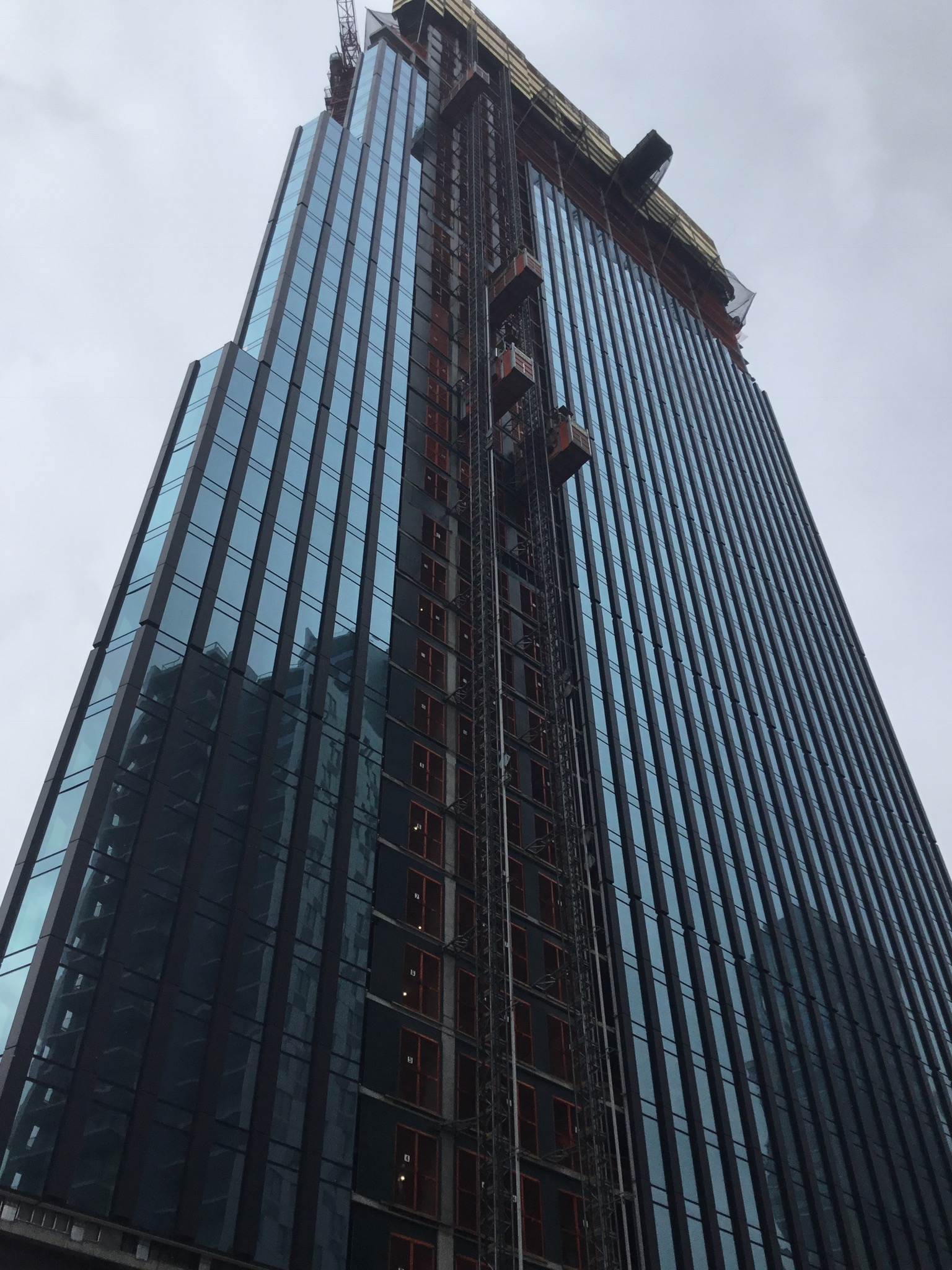
505 State Street, Ansicht von Osten (Januar 2023)
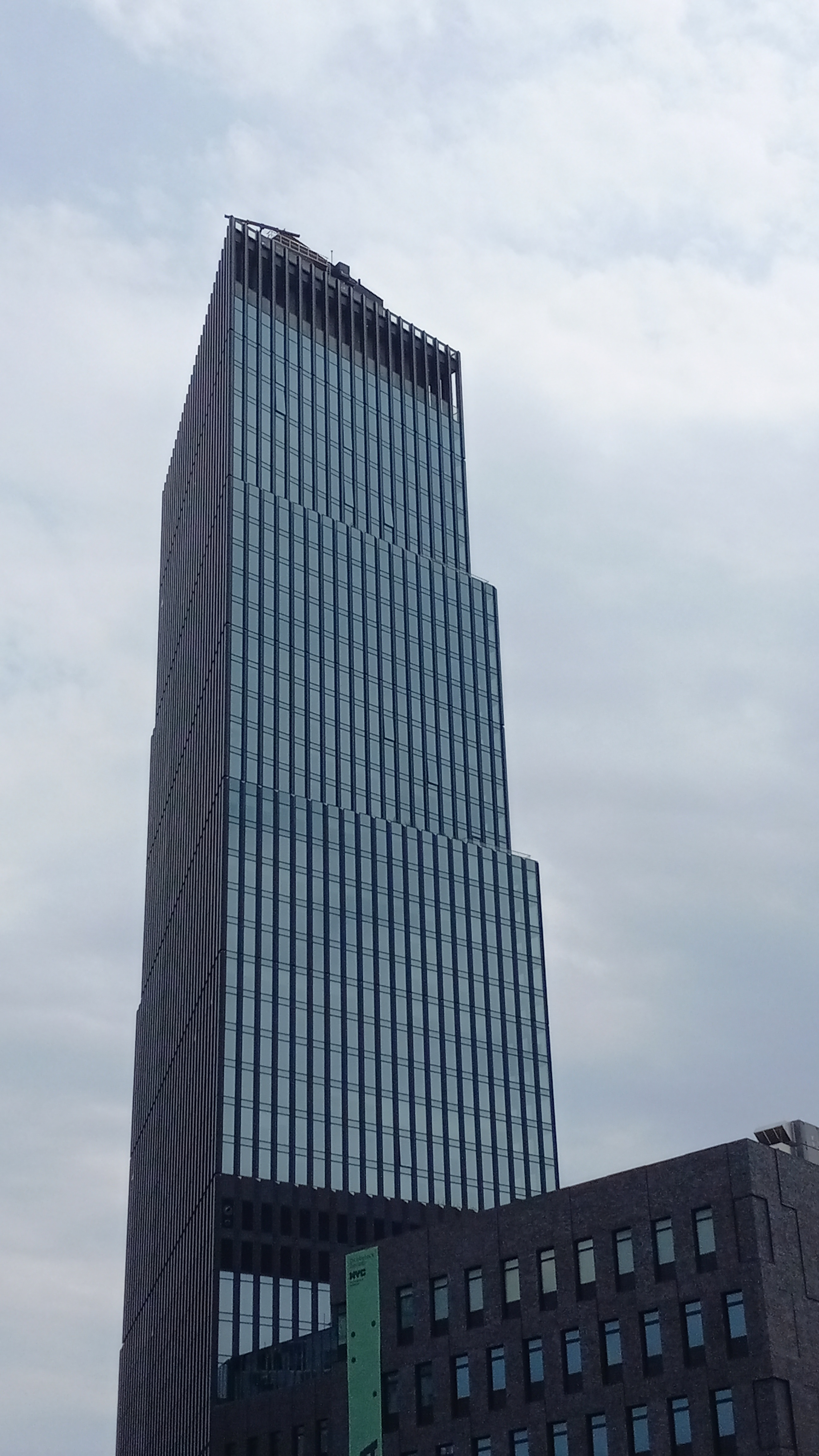
505 State Street, Blick von Norden (Juli 2024)